# Hayrettin Karaoğuz

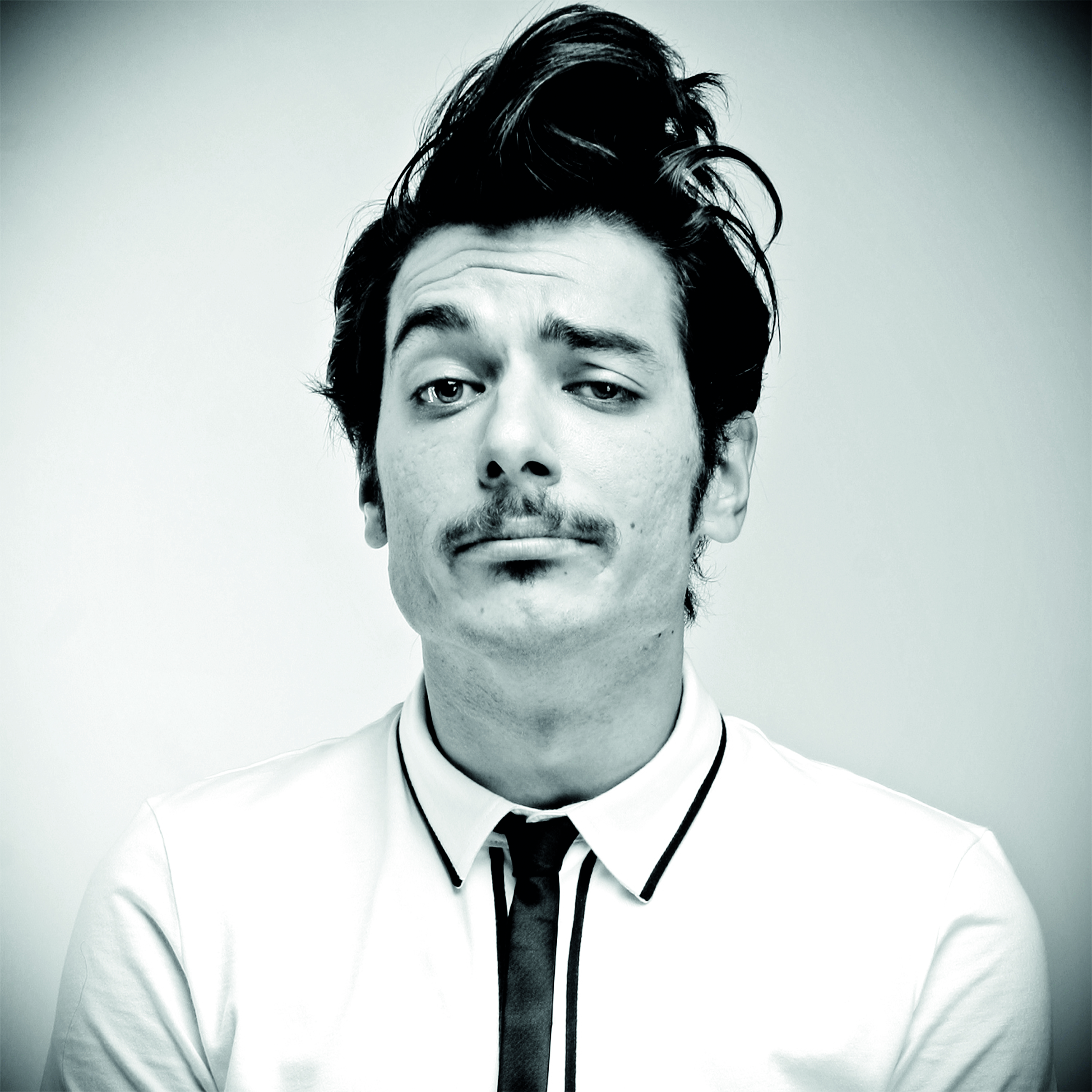
Hayrettin Karaoğuz

Hayrettin Onur Karaoğuz (* 26. August 1984 in Bakırköy) ist ein türkischer Komiker, Stand-up-Comedian und Schauspieler.

## Leben und Karriere
Karaoğuz wurde am 26. August 1984 in Bakırköy geboren. Er studierte an der Kadir Has Üniversitesi. Sein Debüt gab er 2009 in dem Film Gelecekten Bir Gün. Außerdem spielte er 2017 in dem Film İlk Öpücük mit. Von 2018 bis 2020 bekam er in der Serie Kalk Gidelim die Hauptrolle. Unter anderem nahm er 2021 an Survivor 2021 teil. Seit 2021 ist Karaoğuz in der Fernsehserie Tozkoparan İskender zu sehen.

## Filmografie
Filme
- 2009: Gelecekten Bir Gün
- 2017: Vezir Parmağı
- 2017: İlk Öpücük
- 2023: Düşeş: Mafya Sızıntısı

Serien
- 2018–2020: Kalk Gidelim
- 2020: Menajerimi Ara
- seit 2021: Tozkoparan İskender

Sendungen
- 2009: Harbi Tivi
- 2011: Hayrettin
- 2013: Harry
- 2021: Survivor 2021